# ذوات الرؤوس القصيرة
ذوات الرؤوس القصيرة (الاسم العلمي: Brachycephalidae)، فصيلة ضفادع ينحصر وجودها في شرق وجنوب البرازيل وشمال الأرجنتين. تضم جنسان فقط.